# フセヴォロド・スヴャトスラヴィチ (キエフ大公)
フセヴォロド・スヴャトスラヴィチ（ロシア語: Всеволод Святославич、? - 年代記上は1212年、V.タティチシェフ(ru)によれば1215年）は、チェルニゴフ公スヴャトスラフの子である。スタロドゥーブ公：1198年 - 1202年、チェルニゴフ公：1202年 - 1210年、キエフ大公：1206年 - 1207年、1210年 - 1212年。通称チェルムヌィー（赤毛の意）、聖名はおそらくダニール。

## 生涯
1178年、ポーランドからの支援を得るためにカジミェシュ2世の娘マリアと結婚した。フセヴォロドはガーリチのロマンとのキエフ大公位をめぐる権力闘争の渦中にあった。なお、チェルニゴフ公位に就いたのは兄オレグ(ru)の死後とする説など諸説ある。
1205年、ロマンが死ぬと、キエフ大公位はオーヴルチ公リューリクの手に渡った。1207年、ガーリチ公ウラジーミル（チェルニゴフ・オレグ家(ru)出身の又従兄弟であり、フセヴォロドと同族）、トゥーロフ・ピンスク公ウラジーミルと共にキエフを攻めた。フセヴォロドはキエフ奪取に成功し、また周辺のトリポリエ、ベルゴロド、トルチェスクからリューリクの一族（スモレンスク・ロスチスラフ家(ru)）を一掃した。リューリクはオーヴルチへ撤退し、フセヴォロドはキエフ大公位に就いた。ただし、同年のうちにリューリクにキエフを奪還されている。なお年代記は、フセヴォロドの同盟軍のポロヴェツ族によって、多くの厄災がルーシの地にもたらされたと記している。
その後、『ラヴレンチー年代記』によれば、リューリクらスモレンスク・ロスチスラフ家と、ウラジーミル大公フセヴォロドの関係が悪化した1210年に、再度フセヴォロドはキエフ大公位に就いた。翌年、ウラジーミル大公フセヴォロドとの同盟の証左として、ウラジーミル大公フセヴォロドの息子ユーリーと、フセヴォロドの娘アガフィヤとの間に婚儀が結ばれた。ただしウラジーミル大公位は、リューリクらスモレンスク・ロスチスラフ家出身のアガフィヤを妻とするコンスタンチンの手に渡る。
1212年にリューリクが死亡すると、フセヴォロドはスモレンスク・ロスチスラフ家のヴォチナ（父祖の地・世襲領）であるスモレンスクを奪おうとするが、同家出身のノヴゴロド公ムスチスラフに阻止され、キエフ大公位もまた同家のスモレンスク公ムスチスラフへの譲渡を余儀なくされた。『原初年代記・ラヴレンチー写本』は、1215年には既に、チェルニゴフ公としてフセヴォロドの弟グレプの名を記している。

## 妻子
妻はポーランドのカジミェシュ2世の娘マリア。子には以下の人物がいる。
- ミハイル - チェルニゴフ公、キエフ大公など。後世において列聖される
- （アンドレイ：異説あり） - チェルニゴフ公
- アガフィヤ - ウラジーミル大公ユーリーと結婚
- ヴェラ[注 1] - プロンスク公ミハイルと結婚

なお、フセヴォロドは再婚しており、ミハイルはマリアの子、アガフィヤとヴェラは二人目の妻の子とする説もある。